# ガランタ
ガランタ （スロバキア語：Galanta、ハンガリー語：Galánta、ドイツ語：Gallandau）は、スロバキア南西部のトルナヴァ県ガランタ郡の市である。

## 概要
ガランタの地名は1237年に、ハンガリー貴族の私有地としてハンガリー王ベーラ4世の請求書で初めて記録に登場した。その後、1421年以降およそ6世紀に渡ってハンガリー王国の大地主であったエステルハージ家の私有都市となり、17世紀初頭に自治都市の権利を獲得した。ハンガリーの作曲家コダーイ・ゾルターンは幼年時代をこの町で過ごし、この地方の民俗音楽を元にしたガランタ舞曲（1933年）を作曲した。
第一次世界大戦でオーストリア＝ハンガリー帝国が崩壊したあと、チェコスロバキア共和国（第一共和国）領となったが、1938年にハンガリー軍が侵攻。ナチス・ドイツによる第一次ウィーン裁定でハンガリー領とされた。第二次世界大戦後チェコスロバキア領に復帰した。
歴史的建造物は第二次世界大戦およびその後の社会主義時代における都市開発の一環で多くが失われているが、エステルハージ家の新ゴシック様式とルネサンス様式の2つの荘園邸宅（マナー・ハウス）が残っている。市の紋章にも描かれている塔を持つ新ゴシック様式の邸宅は1980年代後半に閉鎖され、荒廃が進んでいるが、ルネサンス様式の邸宅は1990年代に改修復元工事が行われ、市の博物館や展示ホールなどとして利用されている。
1850年に全線開業したブラチスラヴァ-ブダペスト鉄道線が市街を通っており、ガランタ駅はレオポルドウ方面への支線の分岐駅となっている。

## 地理
首都ブラチスラヴァの東50キロ、ドナウ川低地（Podunajská nížina）に位置する。市の東方6キロにヴァーフ川をせき止めた灌漑および発電用堰堤湖のクラーリョヴァー水利湖（Vodné dielo Kráľová）があり、釣りやウォータースポーツに利用されている。
また地熱の利用も盛んで、市街地には地熱利用の温水プールが設けられている。農業は小麦、トウモロコシの穀物および野菜果樹の栽培が盛んである。

## 統計
2001年調査によると、ガランタの人口は16,365人である。60.35％はスロバキア人、36.80％はハンガリー人、1.07％はロマ人、0.70％はチェコ人である。信仰は67.05％はカトリック教会、20.07％は無信仰、6.34％がルーテル教会に属する。

## 姉妹都市
- ミクロフ, チェコ
- パクシュ（英語版）, ハンガリー
- トートコムローシュ（英語版）, ハンガリー
- ケチケメート, ハンガリー
- リプトフスキー・ミクラーシュ, スロバキア
- ベチェイ（英語版）, セルビア

## 参照
1. 1 2  “Municipal Statistics”.   Statistical Office of the Slovak republic. 2008年1月13日閲覧。